# Trachypithecus obscurus

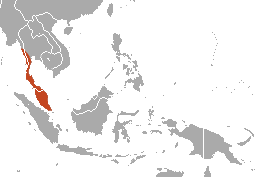
Areale

Il langur dagli occhiali o presbite dagli occhiali (Trachypithecus obscurus (Reid, 1837)) è un primate catarrino appartenente alla famiglia Cercopithecidae.

## Descrizione

### Dimensioni
Misura fino a 130 cm, di cui più della metà spettano alla coda, per un peso di 7-8 kg.

### Aspetto

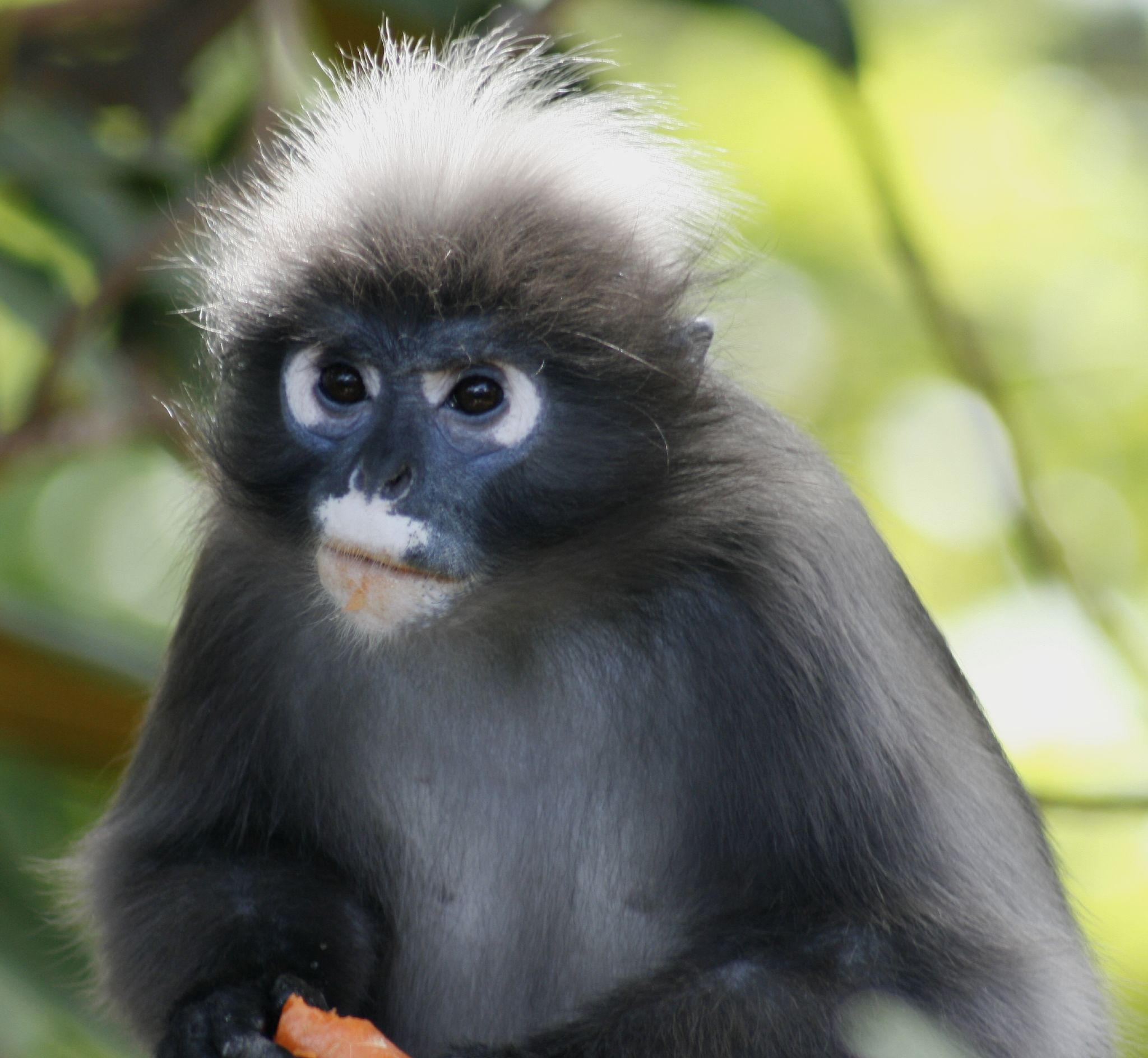
Un esemplare: il colore del mantello cambia considerevolmente a seconda della sottospecie, ma si riscontrano differenze anche a livello individuale.

La colorazione del mantello è assai variabile: il dorso ha solitamente colore scuro, variabile fra il bruno, il nero ed il grigio, mentre la zona ventrale, le zampe posteriori e la coda hanno generalmente colorazione più chiara. La faccia, nuda, è di colore grigio, sul quale spiccano due cerchi di colore chiaro attorno agli occhi ed alla bocca.

## Biologia
Si tratta di animali diurni, che di notte tendono a tornare sempre allo stesso giaciglio sugli alberi. Vivono in gruppi di una decina di individui, comprendenti solitamente un unico (ma anche due o tre) maschio adulto e numerose femmine coi propri cuccioli. Il maschio ha il compito di fare la guardia nei momenti in cui il gruppo riposa o si nutre, oltre a controllare che nessuno rimanga indietro durante gli spostamenti e pattugliare i confini del territorio, per prendere nota di eventuali sconfinamenti ed agire di conseguenza. Sulla terraferma, l'estensione dei territori varia fra i cinque ed i dodici ettari, mentre in ambienti insulari la loro dimensione diminuisce significativamente.

### Alimentazione
Questi animali sono prevalentemente folivori, il che vuol dire che mangiano principalmente foglie: preferiscono in particolare le foglioline giovani ed i germogli, ma non disdegnano di mangiare ogni tanto anche altro materiale vegetale, come frutti e fiori. Ogni animale mangia in media due chilogrammi di cibo al giorno.

### Riproduzione
I vari maschi presenti nel gruppo si accoppiano con un numero di femmine direttamente proporzionale al proprio rango nell'ambito del gruppo stesso: nonostante non sembri esserci una stagione riproduttiva ben precisa (le femmine vanno in estro ogni tre settimane, e tale stato viene reso manifesto da un ingrossamento delle grandi labbra), si registra un picco delle nascite durante i primi tre mesi dell'anno. La gestazione dura circa quattro mesi e mezzo, al termine dei quali la femmina partorisce un unico cucciolo di colore arancio, con le zone di pelle nuda rosee: tale colorazione viene sostituita dal manto grigiastro tipico della specie attorno al sesto mese d'età. Il cucciolo viene accudito essenzialmente dalla madre, che lo tiene con sé fino al raggiungimento della maturità sessuale, che avviene attorno ai 3-4 anni: in ogni caso, la madre si riproduce nuovamente a due anni di distanza dalla nascita del cucciolo.
La aspettativa di vita di questi animali in cattività si aggira attorno ai 30 anni.

## Distribuzione e habitat
Con numerose sottospecie (T. o. obscurus, T. o. carbo, T. o. flavicauda, T. o. halonifer, T. o. sactorum, T. o. seimundi e T. o. styx), questo animale è diffuso in Malaysia, Myanmar e Thailandia, spingendosi fin sulle isole di Langkawi e Penang. Pur essendo abbastanza adattabile, predilige le aree di foresta pluviale.

## Conservazione
La IUCN red list classifica Trachypithecus obscurus come specie prossima alla minaccia di estinzione (Near Threatened).